# Google App Engine

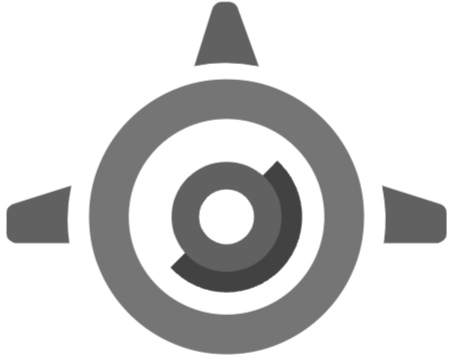
Logo Google App Engine

Google App Engine (GAE) – platforma developerska oraz hostująca aplikacje webowe w centrach danych Google. Obsługuje języki C#, Python, Java, Ruby, PHP, JavaScript (Node.js) oraz Go. Działa na zasadzie chmury obliczeniowej.
Jest to platforma jako usługa. Użytkownik nie zajmuje się kwestiami związanymi z hostowaniem aplikacji, w przypadku zwiększenia się obciążenia, jedyne co musi zrobić, to dokupić transfer lub godziny pracy procesora, GAE automatycznie rozłoży to optymalnie na dostępne serwery.
W wersji beta GAE wystartowało we wrześniu 2008 roku. Krytykowane za brak SQL. Zamiast bazy SQL jest dostępny DataStore, z którym komunikować można się w GQL. Ten język zapytań nie obsługuje odpowiednika Join z SQL ze względów wydajnościowych, co nastręcza pewnych problemów w czasie projektowania aplikacji.
GAE jest dostępne za darmo, lecz po przekroczeniu pewnych limitów transferu aplikacja jest zatrzymywana. Odnowienie limitów odbywa się każdego dnia o godzinie 0:00.